# Metaborato de sodio
El metaborato de sodio (NaBO2) es un compuesto químico sólido e incoloro.

## Preparación
El metaborato de sodio es preparado por la fusión de carbonato de sodio y bórax. Otra forma de crear el compuesto es fusionando tetraborato de sodio con hidróxido de sodio a 700 °C.

## Usos
El metaborato de sodio es utilizado en la fabricación de vidrios borosilicatos. También es un componente de herbicidas y anticongelantes.